# Fallsburg (New York)
Pour les articles homonymes, voir Fallsburg.
Fallsburg est une town du comté de Sullivan, dans l'État de New York, aux États-Unis.  

## Géographie
La population de Fallsburg était de 12 870 habitants au recensement de 2010.